# Le colline sono in fiore
Le colline sono in fiore è un brano musicale composto da Mogol, Calibi, Renato Angiolini e Carlo Donida ed è la signature song di Wilma Goich, pubblicato nel gennaio del 1965.
Il brano fu presentato al Festival di Sanremo 1965 in coppia con i New Christy Minstrels e si classificò al 9º posto della classifica finale, ma fu considerato il vincitore morale.
Arrivò in vetta alle classifiche nella versione del gruppo The New Christy Minstrels, mentre la versione della cantante cairese si fermò al 14º posto.
Il brano riscosse un discreto successo anche a livello internazionale: in Gran Bretagna la versione dell'attore cantautore Ken Dodd raggiunse la nona posizione. Anche in Giappone il brano divenne popolare con le versioni di Gigliola Cinquetti e delle The Peanuts.

## Altre versioni
- Il brano fu inciso da Wilma Goich anche in lingua spagnola, nonché in lingua tedesca con il titolo Die Liebe kommt wieder, e pubblicato in Giappone con il sottotitolo 花咲く丘に涙して.
- Nel 1965 Guido Relly e la sua orchestra registrano una cover del brano per l'album Successi '65 (Arc, SA 5)
- Gigliola Cinquetti ne realizzò una versione nell'album Giro del mondo in 12 canzoni (Record Bazaar, RB 134).
- Beatrice Magnanensi, vocalist per Angela Di Cosimo, ha inciso una cover nel 1995 per la compilation Non è la Rai gran finale.
- The Peanuts (un duo giapponese composto dalle sorelle Emi Itō e Yumi Itō) in inglese con il titolo The River.
- Ken Dodd: The river. Il successo provocò un'altra versione tedesca: So still fließt der River, cantata da Lale Andersen.

versioni strumentali
- Franck Pourcel, nel Long playing Our Man In Paris del 1966 realizza una versione con orchestra dal titolo "The River".